# Europäisches Raumflugkontrollzentrum

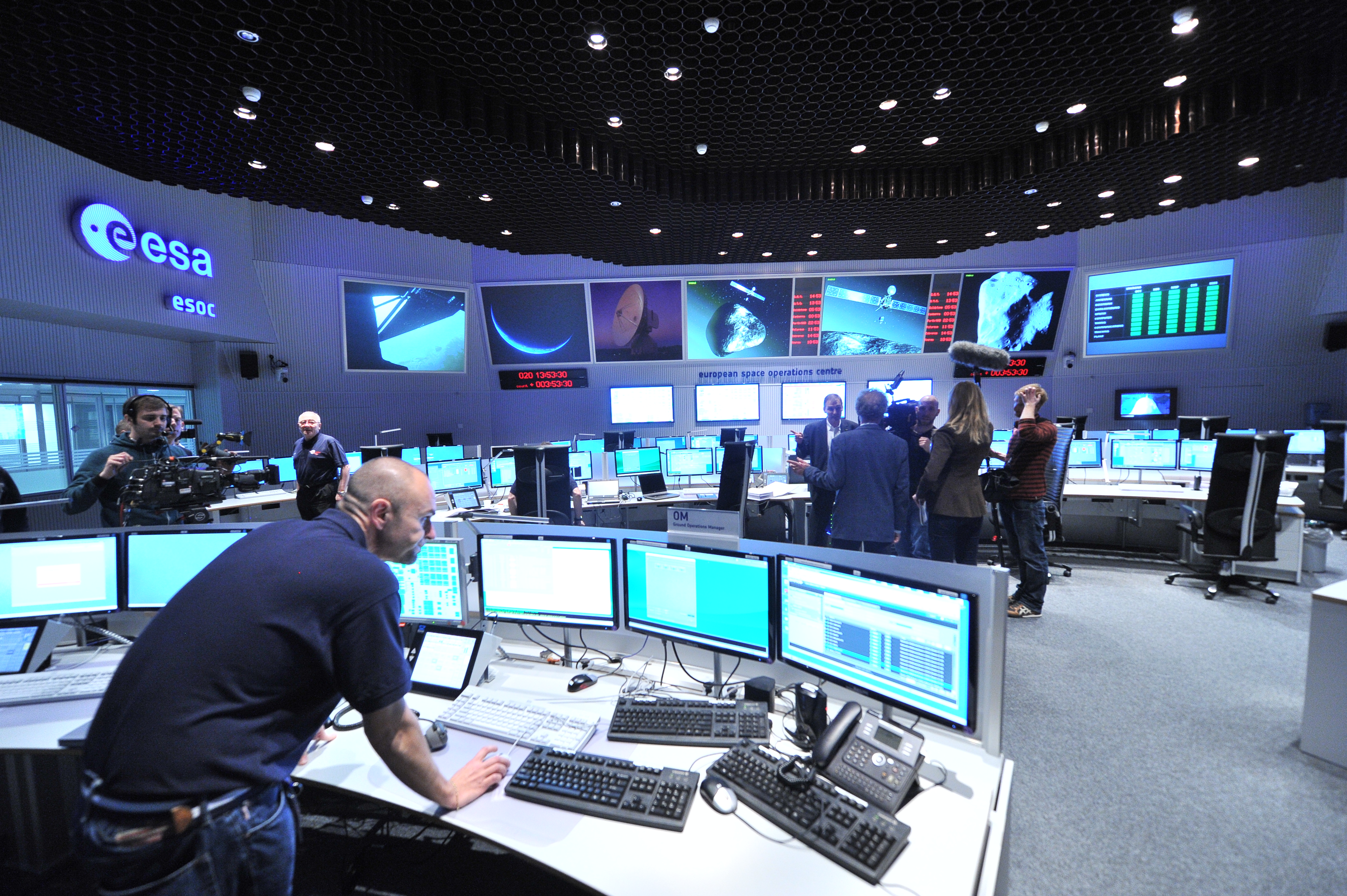
Kontrollzentrum des ESOC

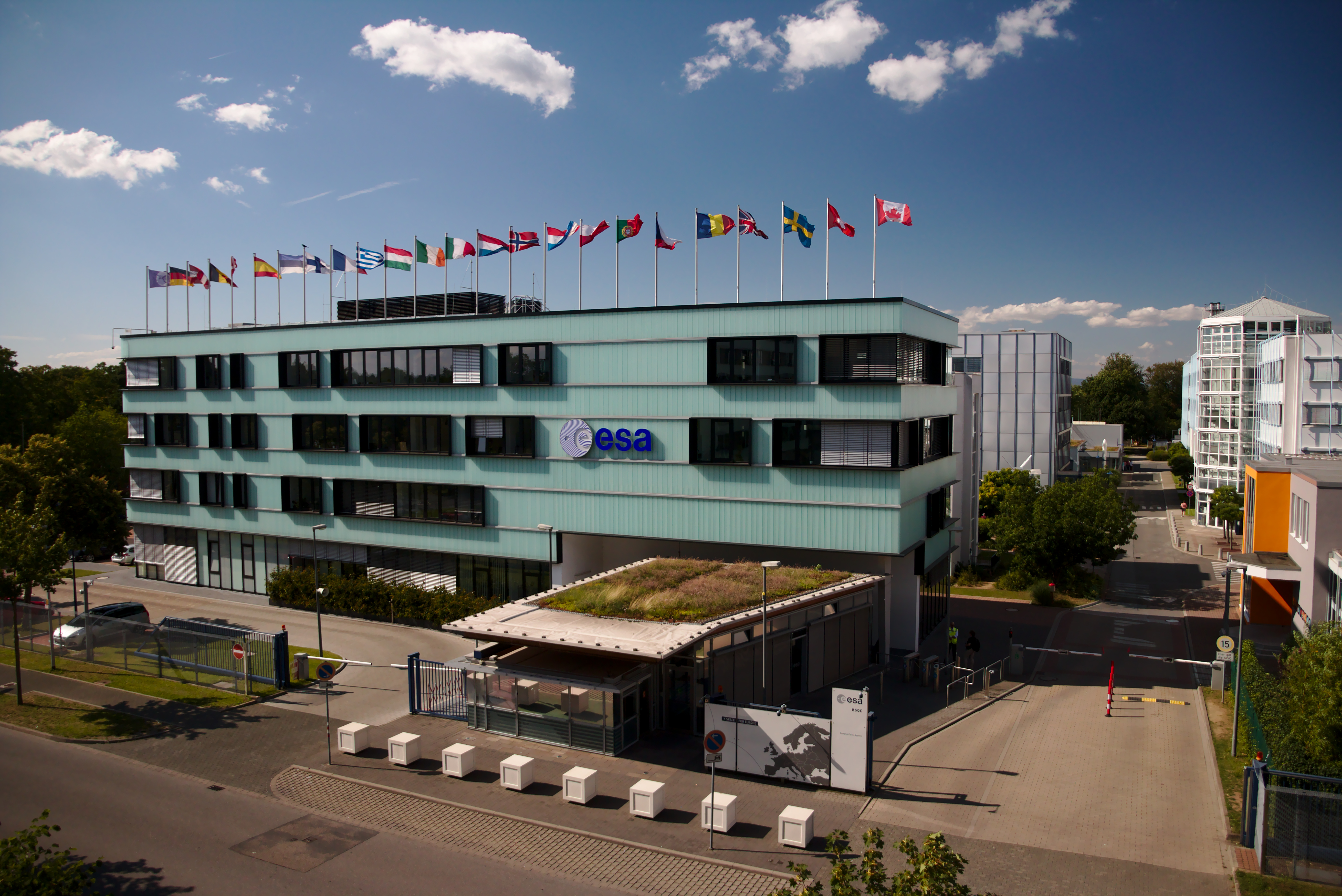
Neubau am Haupttor des ESOC-Geländes

Das Europäische Raumflugkontrollzentrum (kurz ESOC für englisch European Space Operations Centre) mit Hauptsitz im Europaviertel von Darmstadt (Hessen, Deutschland) ist das primäre Operationszentrum der Europäischen Weltraumorganisation (ESA). Es wurde am 8. September 1967 von Bundesforschungsminister Gerhard Stoltenberg eröffnet. Organisatorisch ist ESOC dem Bereich Enabling & Support  der ESA zugeordnet und zuständig für den Bereich Operations. Rolf Densing ist der Director of Operations des ESOC.
Organisatorisch ist ESOC in fünf Bereiche gegliedert:
- Ground Systems Engineering and Innovation
- Space Safety Programme Office
- Mission Operations Department
- OPS Product Assurance and Safety Office
- Strategy and Transformation

## Bodenkontrolle (Mission Operations Department)
Das ESOC ist das Missionskontrollzentrum (Mission Operations Centre, MOC) für die meisten Weltraumprojekte der ESA, einige wenige werden von ESEC in Redu gesteuert. Die Bodenkontrolle ist jeden Tag rund um die Uhr in Betrieb. Mit seinen 800 Mitarbeitern betreut es rund um die Uhr ein gutes Dutzend Vorhaben gleichzeitig. ESEC in Redu kann als Backup dienen für den Fall, dass ESOC aus irgendeinem Grund ausfallen sollte. Die Einrichtungen diverser europäischer Raumfahrtagenturen können außerdem fallweise weitere Dienste und Einrichtungen zur Verfügung stellen, die dann über die bestehenden Datennetze von ESOC gesteuert werden, während die technische und personelle Betreuung vor Ort in lokaler Verantwortung bleibt. Erfolgreiche Tests haben ergeben, dass das Centre spatial de Toulouse der CNES und das Deutsche Raumfahrt-Kontrollzentrum (German Space Operations Center, GSOC) der DLR in Oberpfaffenhofen ebenfalls als Backup eingesetzt werden können. 

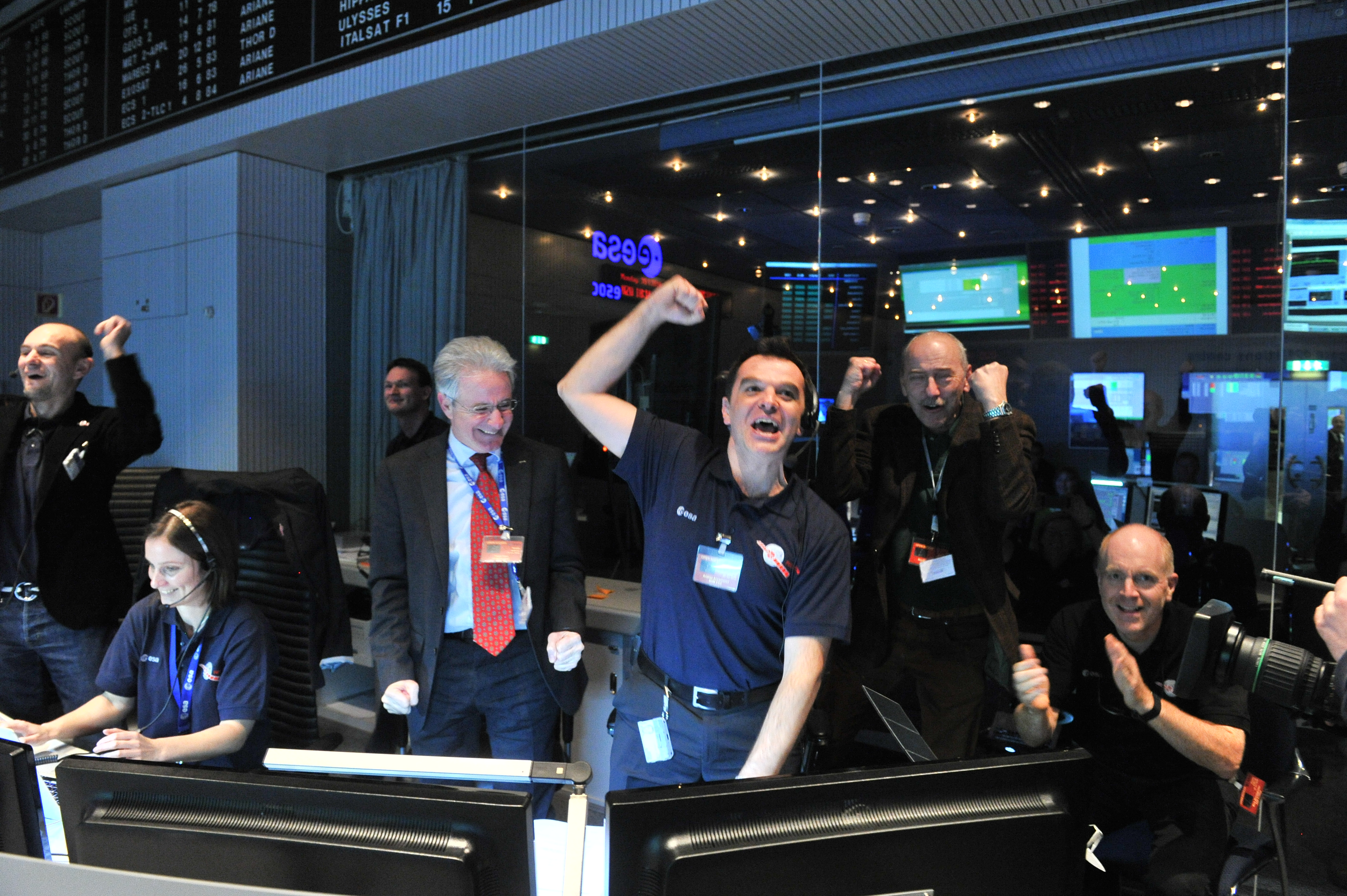
Im ESOC-Kontrollraum wurde ein Signal der Kometensonde Rosetta empfangen

Die Bedeutung des Zentrums nahm in den 2000er Jahren mit immer mehr europäischen Raumfahrtmissionen zu. Diese umfassen u. a. planetare Missionen, Astronomie, Weltraumteleskope, Erd- und Umweltbeobachtung sowie Navigation (Galileo) und auch Zuarbeiten bei bemannter Raumfahrt (ehemaliges Automated Transfer Vehicle). In den ersten 50 Jahren seit Bestehen war ESOC Kontrollstation für 77 Missionen. Zu den aktuellen, wichtigen ESA-Missionen, die über das ESOC gesteuert werden, gehören: XMM-Newton, Integral, Cluster II, Sentinel-1 (A und C), Sentinel-2 (A, B und C), SWARM, CryoSat-2, Mars Express, Gaia, Euclid, ExoMars Trace Gas Orbiter, Solar Orbiter, JUICE und BepiColombo. Das Columbus-Modul der ISS ist zwar in Verantwortung der ESA, jedoch ist die Steuerung der Flugbahn der ISS nicht im Bereich der ESA. Die Kommunikation mit dem Modul geschieht über das Columbus Kontrollzentrum unter dem Dach der DLR in Oberpfaffenhofen. Die anfängliche Kontrolle über Galileo wurde abgegeben an das Galileo Control Centre (GCC) in Oberpfaffenhofen (Deutschland) und Fucino (Italien).
Die meisten wissenschaftlichen Missionen der ESA nutzen über ESOC hinaus das Europäische Weltraumastronomiezentrum (ESAC) in Villafranca bei Madrid in Spanien als wissenschaftliche Missionskontrolle (Science Operations Centre, SOC), dabei werden die Daten der Nutzlasten von ESOC dorthin weitergeleitet, wissenschaftlich ausgewertet und veröffentlicht. ESAC ist zudem das zentrale Datenarchiv für die ESA, das alle gewonnenen Missionsdaten archiviert und kommenden Generationen für die Forschung bereitstellt. Die Wissenschaftler von ESAC geben die Beobachtungspläne heraus, welches Instrument zu welcher Zeit in welche Richtung gerichtet werden soll. ESOC arbeitet daraus die Flugpläne aus und gibt zur richtigen Zeit die entsprechenden Steuerbefehle an das Raumfahrzeug. ESOC plant die Zeiten, in welchen das Raumfahrzeug mit einer Bodenstation kommunizieren kann, während ESAC bestimmt, welche Daten der Nutzlasten gesendet werden. Bei gemeinsamen Missionen mit anderen Weltraumagenturen kann die wissenschaftliche Missionskontrolle auch in Verantwortung von anderen Weltraumagentur liegen.
Seit 2021 beherbergt ESOC die Zeitbasis für alle ESA-Projekte und Bodenstationen. Zwei Wasserstoff-Maser-Uhren liefern eine Zeitbasis mit einer Abweichung von maximal 5 Nanosekunden gegenüber UTC. Miteinbezogen ist die lokale Zeitbasis, generiert von ESTEC in Noordwijk in den Niederlanden. Bisher wurde die Zeit von ESTEC als Papier-Zeit nur für nachträgliche Kalkulationen verwendet, die neue Zeitbasis von ESTEC und ESOC wird nun direkt im Betrieb der Missionen und der Bodenstationen verwendet und liefert einen eigenen Beitrag als UTC(ESA) an UTC.

## Ground Systems Engineering and Innovation
Im Rahmen des sogenannten „Bodensegments“ sind die Experten des ESOC auch für die Entwicklung von Missionskontrollsystemen sowie für Softwarelösungen für Simulationstrainings, Bodenstationskontrolle, Satellitensteuerung und Navigation zuständig. In der ESA-Logik werden diese Softwareentwicklungen der europäischen Industrie und Forschungsinstituten in kostenloser Lizenz zur Verfügung gestellt. Zur Missionskontrolle wird seit 2002 die Software SCOS-2000 eingesetzt, die von verschiedenen Missionen lizenziert werden kann.  Während der Projektplanung empfehlen die Expertenteams bereits im Vorfeld geeignete Trägerraketen, Flug- und Umlaufbahnen sowie die Software für die Steuerung.

### Flight Dynamics
Die Experten von Flight Dynamics sind frühzeitig bei der Planung einer Mission beteiligt und begleiten das Raumfahrzeug bis zu den letzten Kommandos am Missionsende. Die Aufgabe ist die genaue Flugbahn mit Position und Richtung in Echtzeit zu verfolgen. Die Experten werten die Daten der Bodenstationen und der Raumfahrzeugs aus, um die Flugbahn und Ausrichtung zu bestimmen. Sie bereiten die Kurskorrekturen vor und geben diese Daten an das Operationsteam. Flight Dynamics ist beispielsweise auch dafür zuständig, dass ein Satellit seine Bahn innerhalb eines Bereichs von maximal 120 Metern einhält. Für die Interplanetaren Missionen berechnen die Experten die genaue Richtung und wie lange ein Triebwerk feuern muss, damit die Sonde die erwünschte Umlaufbahn erreicht. Alle Berechnungen werden von einem unabhängigen zweiten Team von Mitarbeitern überprüft zur Sicherung der Korrektheit und Genauigkeit.

### Mission Analysis
Das Missions Analysis Team plant mit Mitteln der Himmelsmechanik und der angewandten Mathematik die Flugbahn einer Mission im Voraus. Dabei wird das Operationskonzept festgelegt noch bevor das Raumfahrzeug gebaut ist. Unterstützt wird das Team mit leistungsfähigen Computerstationen und ausgefeilten Softwarewerkzeugen, die die detaillierte Analyse von allen Aspekten der Flugbahnen und Umlaufbahnen ermöglicht. Animierte Darstellungen zeigen beispielsweise die Magnetosphäre oder die Strahlungsgürtel der Erde an. Die Visualisierung ermöglicht die dreidimensionale Darstellung der Einflüsse von Erde, Mond, Sonne, Planeten und Asteroiden.
Das Team bestimmt schließlich auf welche Weise die Mission ihre Missionsziele erreicht unter den gegebenen Umständen wie Treibstoffvorrat, erreichbare Umlaufbahnen, Fähigkeit der Trägerrakete, verfügbare Bodenstationen, Komplexität der Aufgaben und geplante Missionsdauer. Es untersucht verschiedene mögliche Flugbahnen und wählt die beste davon aus. Aus diesen Planungen ergibt sich dann das Startfenster für eine Mission und schließlich der genaue Beobachtungsplan für die täglichen Aufgaben. Darin ist beschrieben, welche Ausrichtungen das Raumfahrzeug einnimmt und welche Nutzlast welche Funktion zu welcher Zeit ausführen soll für jeden Tag der gesamten geplanten Missionsdauer. Aus diesen Erwägungen ergeben sich dann die Anforderungen an das Bodensegment und das Raumfahrzeug. Dabei wird beispielsweise festgelegt, welche Treibstoffmengen mitgeführt werden müssen, welche Datenmengen anfallen und Übertragen werden müssen, welche Leistungen die Kommunikationsanlagen des Raumfahrzeugs haben müssen, und wie groß der Speicher für die Missionsdaten auf dem Raumfahrzeug sein muss, damit die Mission ihre Ziele erreichen kann und alle Daten gesendet und empfangen werden können.

## Trackingstationen
ESOC kann als Missionszentrum sowohl das eigene Netz von Bahnverfolgungsstationen der ESTRACK der ESA, als auch von vielen anderen Trackingstationen benutzen. Aufgrund von standardisierten Verfahren kann ESOC weltweit mit allen Anlagen nach CCSDS zusammenarbeiten und ganz oder zeitweise die Kontrolle von Missionen anderer Weltraumorganisationen wie z. B. der ISRO oder der JAXA übernehmen oder umgekehrt deren Missionen mit Daten unterstützen.
Unter dem Namen ESTRACK unterhält und kontrolliert ESOC ein weltweites Netz von sieben eigenen Bodenstationen. Vier Stationen sind für Satellitentracking und Raketen während der Startphase in niedrigen Umlaufbahnen. Dieses sind die Antennen in Santa Maria (Azoren), Kiruna (Schweden), Kourou (Französisch-Guayana) sowie am Europäischen Raumfahrtsicherheits- und Bildungszentrum kurz ESEC in Redu (Belgien) und haben die Aufgabe, Raketen nach dem Start sowie Satelliten und Raumfahrzeuge in erdnahen Bahnen zu überwachen.
Zusätzlich kann ESTRACK bei Bedarf durch vertragliche Vereinbarungen kommerzielle Stationen in Dongara (Westaustralien), Santiago de Chile (Chile), South Point (Hawaii), Svalbard (Spitzbergen), Troll Satellite Station (Antarktis) und Goonhilly Satellite Earth Station für das Tracking nutzen.
ESTRACK wird regelmäßig mit verbesserter Technik gemäß den steigenden Missionsbedürfnissen ausgebaut und auf dem neuesten Stand gehalten.

### Deep-Space-Stationen
Drei Stationen von ESTRACK sind Deep-Space-Stationen und für die Unterstützung von Deep-Space-Missionen ausgelegt. Die drei Deep-Space-Stationen in New Norcia (Australien), Cebreros (Spanien) und Malargüe (Argentinien) bilden mit ihren drei 35-Meter-Antennen ein weltumspannendes Deep-Space-Netzwerk, das eine Überwachung von Missionen rund um die Uhr ermöglicht. Die ESA ist seit dem Bau in den Jahren 2002 bis 2012 für interplanetare Missionen nicht mehr zwingend auf das Deep Space Network der NASA angewiesen. Es besteht jedoch eine Übereinkunft zur Zusammenarbeit mit der NASA, die ermöglicht, dass beide Antennennetze gegenseitig als Backup dienen und freie Kapazitäten von beiden Seiten genutzt werden können. Außerdem unterstützen sich beide Netze in missionskritischen Phasen und in Notfällen. Auf diese Weise ergibt sich eine bessere Redundanz, mehr Sicherheit und verbesserte Datenlage bei gleichzeitig besserer Auslastung für beide Netze. Eine vierte 35-Meter-Antenne soll 2024 in New Norcia Betrieb gehen. Eingesetzt werden diese Stationen auch für Mondmissionen und Missionen zu den Sonne-Erde-Lagrangepunkten, die nach der Definition der Internationalen Fernmeldeunion mit weniger als 2 Millionen km Entfernung nicht als Deep-Space-Missionen gelten. Mit den geplanten Erweiterungen können diese Stationen künftige Missionen bis in das äußere Sonnensystem zu Uranus und Neptun unterstützen.

## Weltraumsicherheit (Space Safety Centre)
Die Aufgabe dieser Abteilung ist die Erkennung, Abwehr oder Abmilderung der Gefahren aus dem Weltraum. Das Zentrum beherbergte das Team des Space Situational Awareness Programme und dient als Veranstaltungsort für die internationalen Konferenzen, welche die ESA seit 1984 zum Thema Weltraummüll einberuft. Am 12. April 2022 wurde das Space Safety Centre als eigenes Büro am ESOC eröffnet. Dort werden die Aktivitäten der ESA-Säule Space Safety rund um Weltraummüll, Asteroidenabwehr, Weltraumwetter und Cybersecurity gebündelt.

## Sonstiges
Im Umfeld des ESOC wurde ein Informations- und Gründerzentrum für Satellitennavigation aufgebaut – das Cesah, „Centrum für Satellitenanwendungen Hessen“. Es geht aus einer Initiative von ESA Technology Transfer („Business Incubation“), dem Land Hessen, der Stadt Darmstadt, der Technischen Universität und Hochschule Darmstadt sowie von Unternehmen der Region hervor. Bis 2012 unterstützte Cesah insgesamt 40 junge Unternehmen und Neugründungen bei der Entwicklung und Markteinführung neuer Dienstleistungen mit Bezug zur Satellitennavigation.